# Indiaphis
Indiaphis  (лат.) — род тлей из подсемейства Aphidinae. Эндемики Индии.

## Описание
Мелкие насекомые, длина 1,4—2,4 мм.
Ассоциированы с растениями Rhododendron, Agapetes, Ericaceae. Близки к тлям рода Ericolophium
.
- Indiaphis crassicornis[6]
- Indiaphis indica [7]
- Indiaphis rostrata
- Indiaphis setosa  (Hille Ris Lambers & A.N. Basu, 1966)